# شب کوک
شب کوک یک مسابقه در زمینه خوانندگی است که در شهریور و مهر ۱۳۹۴ در شبکه نسیم ایران پخش می‌شود. کارگردانی و مجری این مسابقه باربد بابایی، تهیه‌کننده هادی دمیرچی که داوران آن فریدون آسرایی، مهدی یغمایی و پوریا حیدری و فرهاد برنجان می‌باشند. تیتراژ این برنامه با صدای مهدی یغمایی به عنوان یکی از ستاره‌ها در برنامه سه ستاره احسان علیخانی برگزیده شد.
این برنامه در سال ۱۳۹۳ به تحلیل و بررسی وضعیت موسیقی ایران و پخش ترانه‌های درخواستی می‌پرداخته است.

## فینال
فینال برنامه شب کوک دردوازده و سیزده فروردین سال ۹۵ برگزار شد که در آن علی پور صائب به عنوان نفر اول و سهیل سلیمانی، آرمان فاطمی و مصطفی مهدی به عنوان نفرات دوم تا چهارم منتخب شدند. جوایز نفر اول در این مسابقه شامل ۸ سکه طلا + خواندن تیتراژ فصل بعد شب کوک + کمک از ۸۰ تا ۱۰۰ میلیون برای تهیه آلبوم بود. نفرات دوم، سوم وچهارم نیز هزینه ساخت آلبوم را دریافت کردند با این تفاوت که به ترتیب از چهارم تا دوم ۶، ۴ و ۳ سکه دریافت کردند.